# 林文月
林 文月（りん・ぶんげつ、1933年9月5日 - 2023年5月26日）は、台湾の翻訳家、日本文学研究専門家。中国の六朝文学、中日比較文学を専攻する。元国立台湾大学中文系講師、副教授、ワシントン大学中文系客座教授、スタンフォード大学客座教授、カレル大学客座教授。
代表作に訳著『枕草子』『源氏物語』『十三夜』。

## 略歴
原籍は台湾彰化県で、1933年9月5日に上海市の日本租界に生まれた。日本の教育を受けていた。外祖父は連横。従弟は連戦。
1946年、上海から台湾に戻って、中国の教育を受け始めた。台北市立中山女子高級中学卒業。
1952年に国立台湾大学中国文学系に入学し、1956年に卒業。台靜農に師事。
1957年、画家郭豫倫と結婚。
1960年、作品を発表し始める。
1969年、京都大学に進学。
1977年、『源氏物語』中国語版を発表。
1987年に香港翻訳学会に加入し栄誉会員となる。
1989年、ワシントン大学の教授を務めた。
1993年、国立台湾大学中文系から引退し、米国に移る。林文月は国立台湾大学中文系に栄誉教授の称号を授与された。
1995年、カリフォルニア大学バークレー校の客員教授を務めた。
1999年、チェコのカレル大学に客座教授の称号を授与された。
2023年5月26日、米国のカリフォルニア州で死去。89歳没。

## 著書

### 翻訳作品
- 『枕草子』
- 『源氏物語』
- 『十三夜』
- 『和泉式部日記』
- 『伊勢物語』

### その他
- 『交談』
- 『遙遠』
- 『午後書房』
- 『飲食札記』
- 『青山青史：連雅堂伝』. 南寧市: 広西師範大学出版社. (2011年4月1日). ISBN 9787549502462

## 受賞
1982年、『遙遠』、第五回中興文芸賞散文賞。
1986年、『午後書房』、第九回時報文学賞散文推荐賞。
1988年、『交談』、第十四回、国家文芸賞散文賞。
1994年、『源氏物語』、第十九回国家文芸賞翻訳成就賞。
1995年、日本東アジア同文書院紀念賞。
2000年、『飲食札記』、第三回台北文学賞、時報文学賞。
2012年、中華民国行政院文化賞。
2014、日本「平成26年（2014年）秋の叙勲」章。